# Domackerstraße 71 (Bergheim)

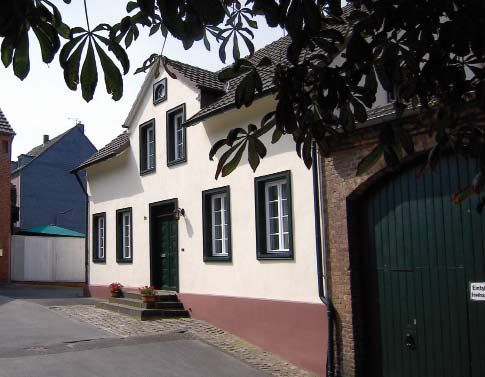
Der denkmalgeschützte Vierkanthof in Quadrath-Ichendorf

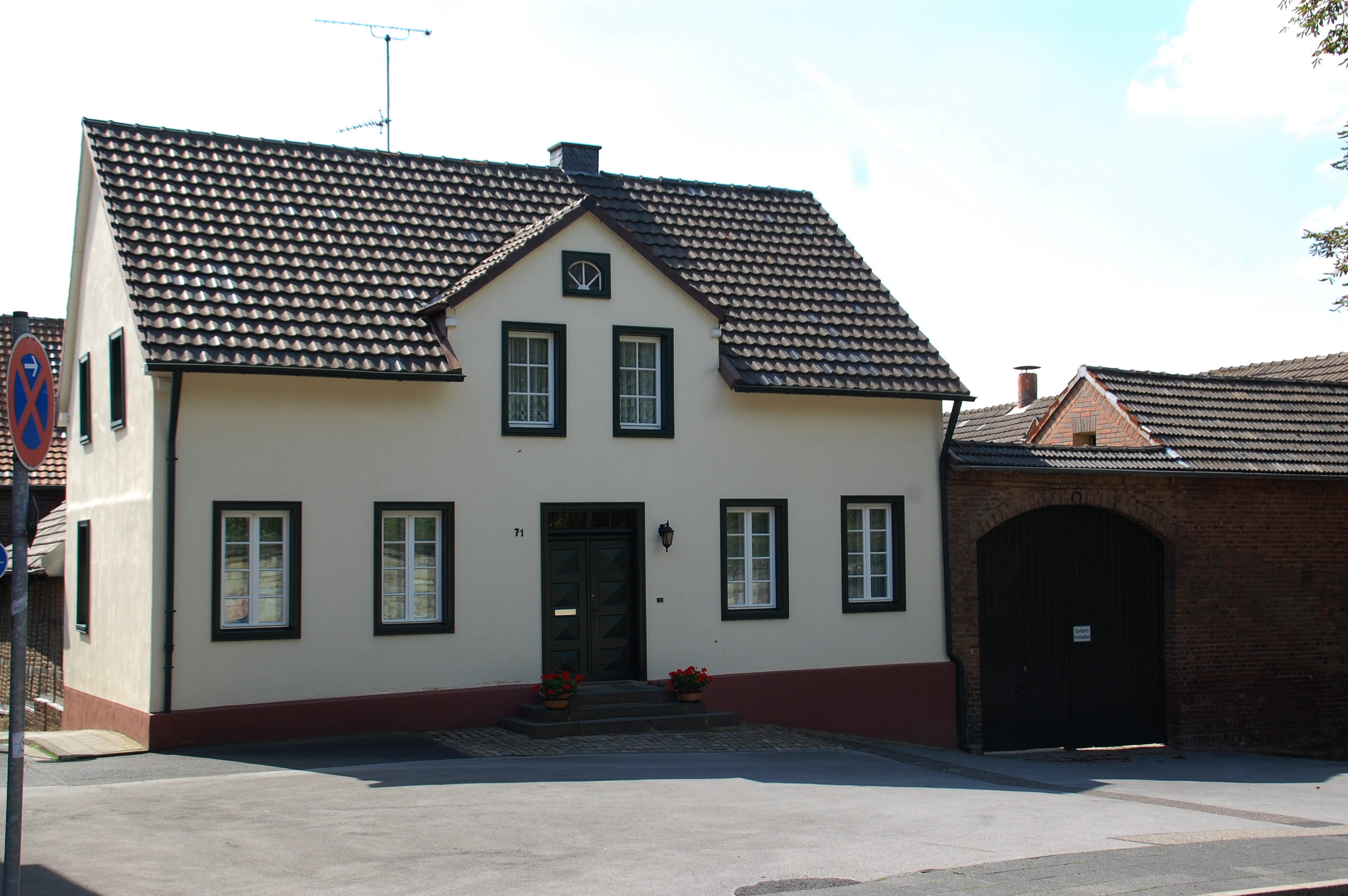
Frontalansicht

Der denkmalgeschützte Vierkanthof in der Domackerstraße 71 befindet sich im Stadtteil Quadrath-Ichendorf, einem der 15 Stadtteile in der Kreisstadt Bergheim im Rhein-Erft-Kreis.

## Geschichte
Das Haus mit der Nummer 71 ist ein so genannter Vierkanthof aus der Zeit um 1850. In den Anfängen diente das Anwesen als Gestütsgebäude des Schlosses Schlenderhan.

## Heutige Nutzung
Noch heute sind dort Pferde des Schlenderhaner Gestüts eingestellt.

## Architektur
Das eingeschossige Wohnhaus besteht aus Fachwerk, welches aber völlig verputzt und an einer Giebelseite verschiefert worden ist. Der Eingang liegt in der Mitte des Hauses und weist noch das originale Türblatt mit Oberlicht auf. Darüber erstreckt sich ein Zwerchhaus mit zwei Fenstern. Auf der nördlichen Seite schließt sich die Hofmauer mit einer korbbogigen Durchfahrt an. Wirtschaftsgebäude ergänzen das Wohnhaus zum Vierkanthof.

## Denkmal
Das Baudenkmal ist in die Liste der Baudenkmäler in Quadrath-Ichendorf unter Nr. 55 eingetragen. Die Beschreibung lautet:

Bei der Hofanlage handelt es sich um einen Vierkanthof aus der Mitte des 19. Jahrhunderts. Das 1-geschossige Wohnhaus liegt traufständig zur Straße an einer Seite des Gevierts. Das 5-achsige Gebäude wurde im Fachwerkstil errichtet, ist jedoch heute völlig verputzt. Die Gebäudemitte wird durch einen breitrechteckigen Eingang mit einem darüber liegenden großen Zwerchhaus betont. Das Türblatt befindet sich im Originalzustand. Alle Fenster sind mit Blockzargen eingefasst. Auf der rechten Seite des Wohnhauses schließt sich eine Hofmauer mit korbbogiger Durchfahrt an. Anschließende Wirtschaftsgebäude aus Backstein ergänzen die Anlage zum Vierkanthof.